# کومر ۲۵۶۲۸
سیارک ۲۵۶۲۸ (به انگلیسی: 25628 Kummer، نامگذاری:2000AZ50) بیست و پنج هزار و ششصد و بیست و هشتمین سیارک کشف شده‌است که در ۷ ژانویه ۲۰۰۰ کشف شد.
قدر مطلق سیارک برابر ۱۴.۱ است.